# جیم جی بولاک
جیم جی بولاک (انگلیسی: Jim J. Bullock؛ زادهٔ ۹ فوریهٔ ۱۹۵۵) یک هنرپیشه اهل ایالات متحده آمریکا است. وی از سال ۱۹۸۱ میلادی تاکنون مشغول فعالیت بوده‌است.